# Forte de Nossa Senhora de Monte Serrat

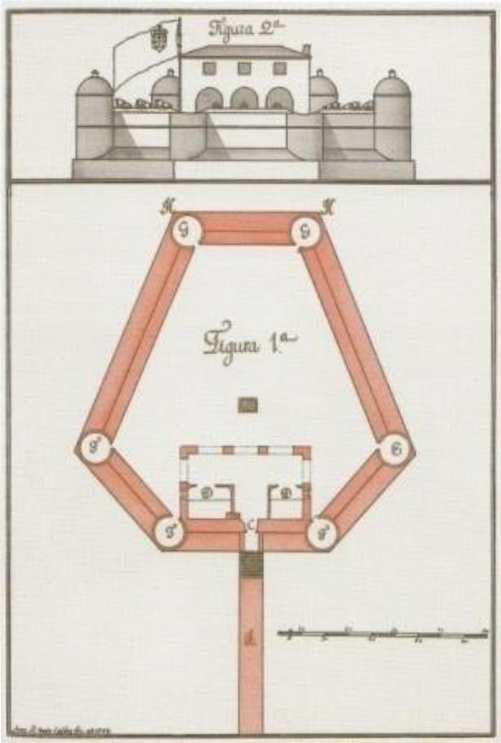
Perfil e planta do Forte de Monte Serrat (José Antônio Caldas, 1759).

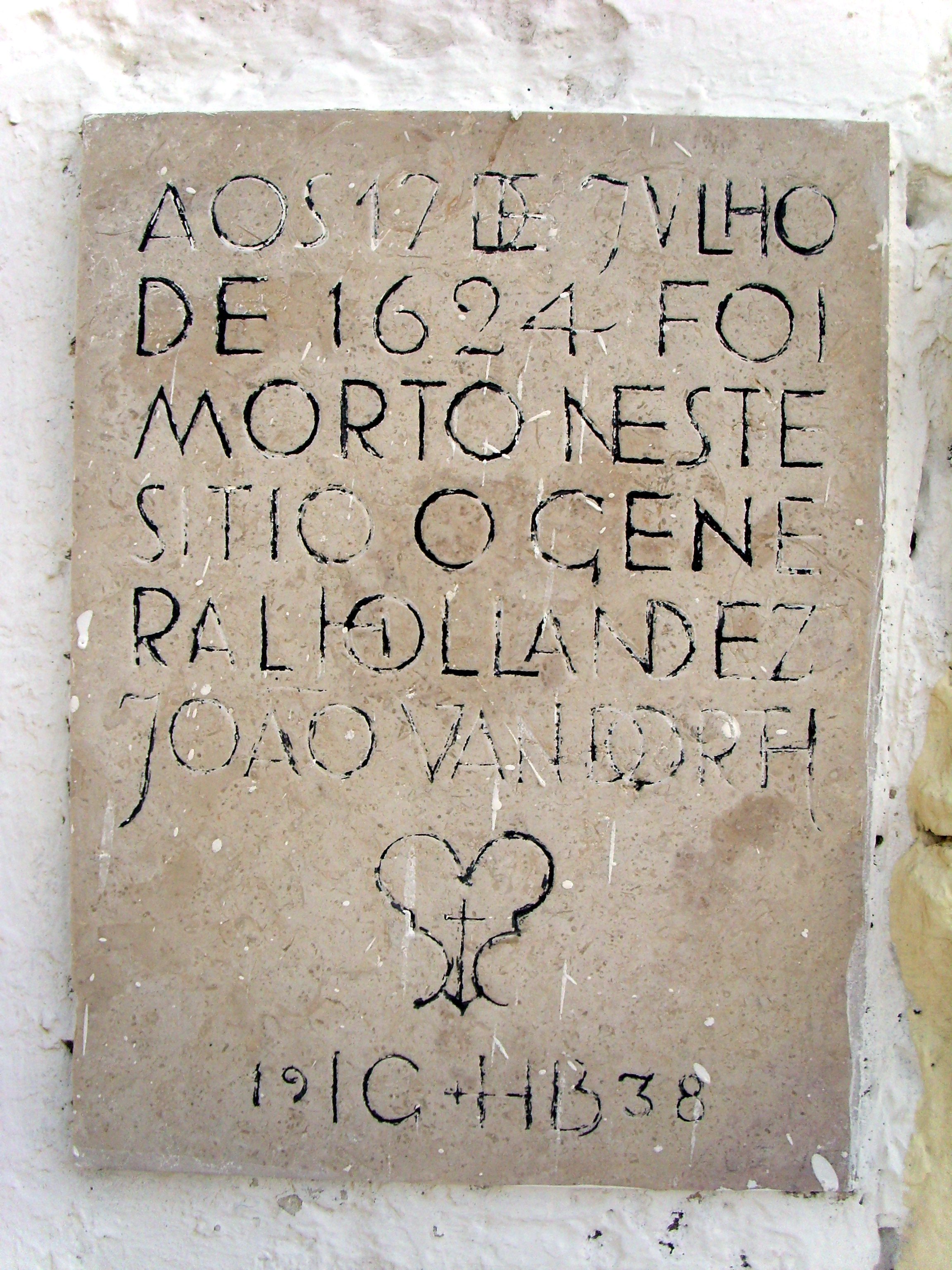
Placa comemorativa (IGHB, 1938).

O Forte de Nossa Senhora de Monte Serrat localiza-se em posição dominante na ponta de Monte Serrat, à época do Brasil Colônia no limite norte da cidade de Salvador, atual rua da Boa Viagem, no litoral do estado da Bahia, no Brasil.

## História

### O atual forte
O Governador-geral João de Lencastre (1694-1702), fez reedificar o primitivo fortim, em alvenaria de pedra e cal, com planta do Engenheiro florentino Baccio da Filicaia. Os trabalhos só foram concluídos, entretanto, em 1742, sob o governo do Vice-rei D. André de Melo e Castro (1735-1749).
De acordo com iconografia de José António Caldas (Planta e prospeto do forte de N. Srª de Monserrate. in: Cartas topográficas contem as plantas e prospectos das fortalezas que defendem a cidade da Bahia de Todos os Santos e seu recôncavo por mar e terra, c. 1764. Arquivo Histórico Ultramarino, Lisboa), a sua estrutura apresentava planta no formato de um polígono hexagonal irregular, com parapeitos à barbeta e, nos vértices, guaritas circulares recobertas por cúpulas. No terrapleno, pelo lado do portão de acesso, observa-se uma edificação de dois pavimentos, abrigando as dependências de serviço (Casa de Comando, Quartel da Tropa, Casa da Palamenta, e outras), e a cisterna. Originalmente o seu acesso se dava por uma ponte levadiça entre a rampa e o terrapleno, e o Corpo da Guarda tinha, no pavimento térreo, dois quartéis flanqueando a entrada.
Também se encontra representado em uma iconografia de Carlos Julião, sob o nome de 1. Monserrate (Elevaçam e fasada que mostra em prospeto pela marinha, a cidade de Salvador, Bahia de todos os Santos, 1779. Gabinete de Estudos Arqueológicos de Engenharia Militar, Lisboa), ilustrada com os desenhos de trajes típicos femininos.

### O século XIX
SOUZA (1885), reporta que em 1809 estava artilhado com nove peças. Acredita-se que esse autor tenha se baseado no "Parecer sobre a fortificação da Capital", do Brigadeiro José Gonçalves Leão, presidente da Junta encarregada pelo Governador da Bahia, naquele ano, de propor as obras necessárias para a defesa da península e do recôncavo. BARRETTO (1958) discrimina essa artilharia como sendo oito peças de calibre 18 libras e uma de 12.
Durante a Sabinada (1837-1838), foi ocupado pelos revoltosos, que empregaram, para esse fim, o paquete Brasília, que fizeram artilhar com duas peças. Em resposta, a Marinha Imperial enviou uma força de sessenta fuzileiros navais, em quatro lanchas da fragata Imperial Marinheiro, que tentaram desembarcar na praia de Boa Viagem, a 13 de março de 1838, sendo repelidos por intenso fogo de artilharia e de fuzis. No dia seguinte, o forte sofreu um bloqueio naval pela própria Imperial Marinheiro, pela corveta Regeneração e pelo brigue Três de Maio. Ao mesmo tempo, por terra, um destacamento do Exército Brasileiro completou o cerco da posição, que, sob o fogo cruzado legalista, se entregou.
Foi visitado em 1859 pelo Imperador Pedro II do Brasil (1840-1889), que registrou em seu diário de viagem:
"28 de Outubro - (...) Daí [do Lazareto] fui ao forte de Monserrate que jaz abandonado, tendo se picado a inscrição que existia sobre o portão. Tem bela vista e o Przewodowski, que mora perto, disse que ninguém morreu ainda aí de febre amarela ou de cólera."
No contexto da Questão Christie (1862-1865), o "Relatório do Estado das Fortalezas da Bahia" ao Presidente da Província, datado de 3 de agosto de 1863, dá-o como reparado, citando:
"(...) Sua configuração é a dum hexágono com o desenvolvimento de 485 palmos, à barbeta e montando atualmente seis peças de calibre 18.
Está bem conservada, limpa e tem as acomodações precisas para o material e pessoal.
Deve-se pois considerar este Forte em estado de prestar os serviços que lhe são próprios; sendo somente de notar que não esteja armado com artilharia de maior calibre, como convém à sua posição e distância relativa aos outros fortes."
SOUZA (1885) computa-lhe três peças, desmontadas, com os parapeitos das muralhas em bom estado, à época (1885).

### Do século XX aos nossos dias
O forte sofreu reparos em 1883 e, à época da Primeira Guerra Mundial, em 1915, bem como trabalhos de restauração pelo Ministério da Guerra em 1926, executados por solicitação do então governador do Estado da Bahia, Francisco Marques de Góis Calmon (1924-1928), que lhe preservaram as características originais.
O sítio histórico de Monte Serrat / Boa Viagem (igreja e forte) encontra-se tombado pelo Patrimônio Histórico e Artístico Nacional desde 1957. De acordo com BARRETTO (1958), as instalações do forte eram ocupadas, à época, pelo SRMB da 6ª Região Militar. Na década de 1980 sediou a Seção Bahia da Liga de Amadores Brasileiros de Rádio Emissão.
Administrado pela 6ª Região Militar do Exército brasileiro e restaurado, desde 1993 abriga o Museu da Armaria, expondo ao público diversas armas de fogo, inclusive canhões. A sua guarnição apresenta-se trajada com o uniforme histórico do 1º Regimento de Infantaria da Bahia, dentro do projeto de revitalização das Fortalezas Históricas de Salvador, da Secretaria de Cultura e Turismo em parceria com o Exército.

## Curiosidades
Uma placa comemorativa, do lado esquerdo do Portão de Armas, recorda aos visitantes:
"Aos 17 de julho de 1624 foi morto neste sítio o general holandês João van Dorth. IGHB, 1938"
Para os aficcionados da telecartofilia, a sua fachada e acesso ilustram um cartão telefônico da série Fortes de Salvador, emitida pela Telebahia em junho de 1998.